# 미할 크르치마르시
미할 크르치마르시(체코어: Michal Krčmář, 1991년 1월 23일~)는 체코의 바이애슬론 선수이다. 2018년 동계 올림픽 스프린트 종목에서 동메달을 획득했다.